# Miami Dolphins 2019
La stagione 2019 dei Miami Dolphins è stata la 54ª della franchigia, la 50ª nella National Football League e la prima con Brian Flores come capo-allenatore.
All'inizio della stagione, i Dolphins furono criticati perché accusati di perdere gare di proposito per ottenere una migliore posizione nel Draft. Fino alla settimana 8, la squadra cedette diversi contributori chiave, incluse le recenti scelte del primo giro Laremy Tunsil e Minkah Fitzpatrick,, oltre a Kenyan Drake e Ryan Tannehill. Malgrado l'avere battuto i Philadelphia Eagles nella settimana 13, i Dolphins furono eliminati matematicamente dalla corsa ai playoff per il terzo anno consecutivo a causa della vittoria dei Pittsburgh Steelers quello stesso giorno. Grazie alla loro vittoria nell'ultimo turno contro i New England Patriots campioni in carica, non solo vinsero per la prima volta al Gillette Stadium dal 2008 ma negarono anche alla dinastia di New England la possibilità di saltare il primo turno di playoff per la prima volta in 10 anni. Questa fu la prima stagione della squadra con 5 vittorie dal 1968 e la prima da quando il calendario fu allargato a 16 partite nel 1978. 

## Scelte nel Draft 2019
| Scelte dei Dolphins nel Draft 2019 |                                     |                                     |                                     |                                     |
| Giro                               | Scelta                              | Giocatore                           | Ruolo                               | College                             |
| 1                                  | 13                                  | Christian Wilkins                   | DT                                  | Clemson                             |
| 2                                  | Scambiata con gli Arizona Cardinals | Scambiata con gli Arizona Cardinals | Scambiata con gli Arizona Cardinals | Scambiata con gli Arizona Cardinals |
| 3                                  | 78                                  | Michael Deiter                      | G                                   | Wisconsin                           |
| 4                                  | Scambiata con i New Orleans Saints  | Scambiata con i New Orleans Saints  | Scambiata con i New Orleans Saints  | Scambiata con i New Orleans Saints  |
| 5                                  | 151                                 | Andrew Van Ginkel                   | LB                                  | Wisconsin                           |
| 6                                  | 202                                 | Isaiah Prince                       | OT                                  | Ohio                                |
| 7                                  | 233                                 | Chandler Cox                        | Full Back                           | Auburn                              |
| 7                                  | 234                                 | Myles Gaskin                        | Running Back                        | Washington                          |

## Staff
| Staff dei Miami Dolphins nel 2019 |
| --- |
| Organi dirigenziali - Chairman/General Partner – Stephen Ross - Vice Chairman/Partner – Bruce Beal - Vice Chairman – Jorge Perez - Vice Chairman – Don Shula - Vice Chairman – Matt Higgins - Vice Chairman, President e CEO – Tom Garfinkel - General Manager – Chris Grier - Assistente General Manager – Marvin Allen - Vice Presidente, Football Administration – Brandon Shore - Direttore del personale senior – Reggie McKenzie - Co-Direttore, personale dei giocatori – Adam Engroff - Co-Direttore, personale dei giocatori – Anthony Hunt Capo allenatore - Capo-allenatore – Brian Flores - Assistente c.a./Quarterback – Jim Caldwell Altri allenatori - Preparatore atletico – Dave Puloka - Assistente p.a. – Jim Arthur Allenatori dell'attacco - Coordinatore offensivo – Chad O'Shea - Assistente Quarterback – Jerry Schuplinski - Running Back – Eric Studesville - Wide Receiver – Karl Dorrell - Tight End – George Godsey - Offensive Line – Dave DeGuglielmo - Controllo qualità attacco – Josh Grizzard - Controllo qualità attacco – Matt Lombardi - Controllo qualità attacco – Tiquan Underwood Allenatori della difesa - Coordinatore difensivo – Patrick Graham - Defensive Line – Marion Hobby - Linebacker – Rob Leonard - Coordinatore gioco sui passaggi/Cornerback – Josh Boyer - Safety – Tony Oden - Controllo qualità difesa – Mike Judge Allenatori dello special team - Coordinatore Special Team – Danny Crossman - Assistente s.t. – Brendan Farrell |

## Roster
| Roster dei Miami Dolphins nel 2019 |
| --- |
| Quarterback - 14 Ryan Fitzpatrick - 3 Josh Rosen Running Back - 27 Kalen Ballage - 38 Chandler Cox FB - 37 Myles Gaskin - 42 Patrick Laird - 9 Mark Walton Wide Receiver - 19 Jakeem Grant - 86 Allen Hurns - 11 DeVante Parker - 82 Preston Williams - 15 Albert Wilson Tight End - 88 Mike Gesicki - 83 Nick O'Leary - 81 Durham Smythe Offensive Linemen - -- Evan Boehm C - 62 Shaq Calhoun G - -- Julién Davenport T - 77 Jesse Davis G - 63 Michael Deiter G - -- Danny Isidora G - 67 Daniel Kilgore C - 72 Isaiah Prince T - 64 Chris Reed G Defensive Linemen - 56 Davon Godchaux DT - 90 Charles Harris DE - -- Trent Harris DE - 98 Jonathan Ledbetter DE - -- Avery Moss DE - 4 Nate Orchard DE - 96 Vincent Taylor DT - 97 Christian Wilkins DT Linebacker - 55 Jerome Baker OLB - -- Vince Biegel OLB - 49 Samuel Eguavoen OLB - -- Deon Lacey OLB - 52 Raekwon McMillan MLB - 43 Andrew Van Ginkel MLB Defensive Back - 35 Walt Aikens CB - -- Johnson Bademosi CB - 29 Minkah Fitzpatrick FS - 25 Xavien Howard CB - 20 Reshad Jones SS - 30 Chris Lammons CB - 28 Bobby McCain FS - -- Steven Parker FS - 21 Eric Rowe CB - -- Ken Webster CB - 33 Jomal Wiltz CB Special Team - 92 John Denney LS - 2 Matt Haack P - 7 Jason Sanders K Lista delle riserve - 59 Chase Allen OLB (IR) - 45 Mike Hull MLB (PUP) - -- Ricardo Louis WR (IR) - 60 Robert Nkemdiche DT (PUP) - 75 Kendrick Norton DT (NF-Inj.) - 51 Quentin Poling OLB (IR) - 23 Cordrea Tankersley CB (PUP) - 76 Jonathan Woodard DE (IR) 53 attivi, 5 inattivi, 9 nella squadra di allenamento |
| Legenda - I rookie sono in corsivo. - Il primo ruolo è il principale mentre gli eventuali successivi indicano i ruoli secondari. - (IR) sta per Injured Reserve ed indica la lista ristretta per un solo giocatore infortunato che può tornare ad allenarsi dopo la settimana 6 e a rientrare in prima squadra dopo che questa ha giocato 8 partite. - (NF-Inj.) / (NF-Ill.) stanno rispettivamente per Non-Football Injured e Non-Football Illness ed indicano le liste dove viene inserito un giocatore che ha un infortunio o una malattia non dipendente dal football americano. - (PUP) sta per Physically Unable to Perform ed indica la lista dove viene inserito un giocatore mentre è in attesa di recuperare la condizione fisica. Nella stagione regolare dopo la sesta partita giocata dalla propria squadra, il giocatore ha tempo tre settimane per riprendere ad allenarsi, più tre settimane aggiuntive dal suo rientro agli allenamenti per rientrare in prima squadra. |

## Calendario
| Stagione regolare |                         |                    |                    |                     |                    |
| Turno             | Avversario              | Risultato          | Record             | Stadio              | Sintesi            |
| 1                 | Baltimore Ravens        | S 10–59            | 0–1                | Hard Rock Stadium   | Recap              |
| 2                 | New England Patriots    | S 0–43             | 0–2                | Hard Rock Stadium   | Recap              |
| 3                 | at Dallas Cowboys       | S 6–31             | 0–3                | AT&T Stadium        | Recap              |
| 4                 | Los Angeles Chargers    | S 10–30            | 0–4                | Hard Rock Stadium   | Recap              |
| 5                 | Settimana di pausa      | Settimana di pausa | Settimana di pausa | Settimana di pausa  | Settimana di pausa |
| 6                 | Washington Redskins     | S 16–17            | 0–5                | Hard Rock Stadium   | Recap              |
| 7                 | at Buffalo Bills        | S 21–31            | 0–6                | New Era Field       | Recap              |
| 8                 | at Pittsburgh Steelers  | S 14–27            | 0–7                | Heinz Field         | Recap              |
| 9                 | New York Jets           | V 26–18            | 1–7                | Hard Rock Stadium   | Recap              |
| 10                | at Indianapolis Colts   | V 16–12            | 2–7                | Lucas Oil Stadium   | Recap              |
| 11                | Buffalo Bills           | S 20–37            | 2–8                | Hard Rock Stadium   | Recap              |
| 12                | at Cleveland Browns     | S 24–41            | 2–9                | FirstEnergy Stadium | Recap              |
| 13                | Philadelphia Eagles     | V 37–31            | 3–9                | Hard Rock Stadium   | Recap              |
| 14                | at New York Jets        | S 21–22            | 3–10               | MetLife Stadium     | Recap              |
| 15                | at New York Giants      | S 20–36            | 3–11               | MetLife Stadium     | Recap              |
| 16                | Cincinnati Bengals      | V 38–35 (dts)      | 4–11               | Hard Rock Stadium   | Recap              |
| 17                | at New England Patriots | V 27–24            | 5–11               | Gillette Stadium    | Recap              |

Nota: gli avversari della propria division sono in grassetto.

## Classifiche

### Division
| AFC East             | AFC East | AFC East | AFC East | AFC East | AFC East | AFC East | AFC East | AFC East |
| vedi • disc. • mod.  | V        | S        | P        | PCT      | DIV      | CONF     | PF       | PS       |
| -------------------- | -------- | -------- | -------- | -------- | -------- | -------- | -------- | -------- |
| New England Patriots | 12       | 4        | 0        | .750     | 5–1      | 8-4      | 420      | 225      |
| Buffalo Bills        | 10       | 6        | 0        | .625     | 3–3      | 7-5      | 314      | 259      |
| New York Jets        | 7        | 9        | 0        | .438     | 2–4      | 4-8      | 276      | 459      |
| Miami Dolphins       | 5        | 11       | 0        | .313     | 2-4      | 4-8      | 306      | 494      |
|                      |          |          |          |          |          |          |          |          |
|                      |          |          |          |          |          |          |          |          |

### Conference
| American Football Conference           | American Football Conference | American Football Conference | American Football Conference | American Football Conference | American Football Conference | American Football Conference | American Football Conference | American Football Conference | American Football Conference | American Football Conference |
| Pos.                                   | Squadra                      | Division                     | V                            | S                            | P                            | PCT                          | DIV                          | CONF                         | SOS                          | SOV                          |
| Capolista di Division                  | Capolista di Division        | Capolista di Division        | Capolista di Division        | Capolista di Division        | Capolista di Division        | Capolista di Division        | Capolista di Division        | Capolista di Division        | Capolista di Division        | Capolista di Division        |
| -------------------------------------- | ---------------------------- | ---------------------------- | ---------------------------- | ---------------------------- | ---------------------------- | ---------------------------- | ---------------------------- | ---------------------------- | ---------------------------- | ---------------------------- |
| 1                                      | Baltimore Ravens             | North                        | 14                           | 2                            | 0                            | .875                         | 5–1                          | 10–2                         | .400                         | .356                         |
| 2                                      | Kansas City Chiefs           | West                         | 12                           | 4                            | 0                            | .750                         | 6–0                          | 9–3                          | .436                         | .414                         |
| 3                                      | New England Patriots         | East                         | 12                           | 4                            | 0                            | .750                         | 5-1                          | 8-4                          | .549                         | .507                         |
| 4                                      | Houston Texans               | South                        | 10                           | 6                            | 0                            | .625                         | 4-2                          | 8-4                          | .441                         | .459                         |
| Wild Card                              |                              |                              |                              |                              |                              |                              |                              |                              |                              |                              |
| 5                                      | Buffalo Bills                | East                         | 10                           | 6                            | 0                            | .625                         | 3-3                          | 7-5                          | .330                         | .214                         |
| 6                                      | Tennessee Titans             | South                        | 9                            | 7                            | 0                            | .563                         | 3-3                          | 7-5                          | .539                         | .452                         |
| In corsa per i play-off                |                              |                              |                              |                              |                              |                              |                              |                              |                              |                              |
| 7                                      | Pittsburgh Steelers          | North                        | 8                            | 8                            | 0                            | .500                         | 3-3                          | 6-6                          | .481                         | .336                         |
| 8                                      | Denver Broncos               | West                         | 7                            | 9                            | 0                            | .438                         | 3-3                          | 6-6                          | .554                         | .353                         |
| 9                                      | Oakland Raiders              | West                         | 7                            | 9                            | 0                            | .438                         | 3-3                          | 5-7                          | .451                         | .404                         |
| 10                                     | Indianapolis Colts           | South                        | 7                            | 9                            | 0                            | .438                         | 3-3                          | 5-7                          | .630                         | .575                         |
| 11                                     | New York Jets                | East                         | 7                            | 9                            | 0                            | .438                         | 2-4                          | 4-8                          | .485                         | .275                         |
| 12                                     | Jacksonville Jaguars         | South                        | 6                            | 10                           | 0                            | .375                         | 2-4                          | 6-6                          | .500                         | .500                         |
| 13                                     | Cleveland Browns             | North                        | 6                            | 10                           | 0                            | .375                         | 3-3                          | 6-6                          | .544                         | .419                         |
| 14                                     | Los Angeles Chargers         | West                         | 5                            | 11                           | 0                            | .313                         | 0-6                          | 3-9                          | .490                         | .300                         |
| 15                                     | Miami Dolphins               | East                         | 5                            | 11                           | 0                            | .313                         | 2-4                          | 4-8                          | .554                         | .450                         |
| 16                                     | Cincinnati Bengals           | North                        | 2                            | 14                           | 0                            | .125                         | 1-5                          | 2-10                         | .639                         | .000                         |
| Criteri di spareggio                   |                              |                              |                              |                              |                              |                              |                              |                              |                              |                              |
| 1.                                     |                              |                              |                              |                              |                              |                              |                              |                              |                              |                              |
| Legenda                                |                              |                              |                              |                              |                              |                              |                              |                              |                              |                              |
| w — wild card ottenuta                 |                              |                              |                              |                              |                              |                              |                              |                              |                              |                              |
| x — partecipazione ai playoff ottenuta |                              |                              |                              |                              |                              |                              |                              |                              |                              |                              |
| y — campioni di division               |                              |                              |                              |                              |                              |                              |                              |                              |                              |                              |
| z — salto del primo turno di play-off  |                              |                              |                              |                              |                              |                              |                              |                              |                              |                              |
| * — vantaggio del campo ottenuto       |                              |                              |                              |                              |                              |                              |                              |                              |                              |                              |

## Premi

### Premi settimanali e mensili
- Jason Sanders:

giocatore degli special team della AFC della settimana 10
giocatore degli special team della AFC della settimana 13
- Ryan Fitzpatrick:

giocatore offensivo della AFC della settimana 16
quarterback della settimana 17